# Great South Bay
Die Great South Bay ist eine Bucht zwischen Long Island und Fire Island im US-Bundesstaat New York. Die Bucht ist Teil des etwa 145 Kilometer langen Long Island barrier beach Systems, das sich von Coney Island in New York City bis nach Southampton im Osten von Long Island erstreckt.

## Lage
Die Great South Bay hat eine Länge von etwa 48 Kilometer parallel zur Küste von Long Island, misst an der breitesten Stelle etwa 11 Kilometer und hat eine Fläche von etwa 235 Quadratkilometern, inklusive des vorhandenen Marschlands. Die mittlere Wassertiefe beträgt 1,3 Meter.  Bei der Bucht handelt es sich um ein Tidegewässer, das vor dem Atlantischen Ozean durch die vorgelagerten Inseln Fire Island, Jones Beach Island und Captree Island geschützt ist. Die Bucht ist charakterisiert durch relativ flache Bereiche und ausgedehnte Salzmarschen, zahlreiche kleine Inseln und Untiefen sind insbesondere auf der südlichen Seite vorhanden. Acht Flüsse münden in die Bucht, die bedeutendsten sind der Carmans River und der Connetquot River. 
Die westliche Grenze der Great South Bay bildet der Gilgo Cut Boat Channel in Babylon, angrenzend befindet sich die South Oyster Bay. Die östliche Grenze bildet die Smith Point Bridge in Brookhaven, die die Great South Bay von der Narrow Bay trennt. Über den Fire Island Inlet, die Passage zwischen Fire Island und Jones Beach Island besteht eine direkte Verbindung zum Atlantischen Ozean. Die State Parks Heckscher State Park und Connetquot River State Park auf der Long Island Seite sowie der Gilgo State Park, der Captree State Park, und der Robert Moses State Park auf den vorgelagerten Inseln liegen direkt an der Great South Bay.
Über den Robert Moses Causeway, der über die Great South Bay Bridge nach Fire Island führt, gelangt man über die Bucht. Die Städte Babylon, East Islip, East Patchogue und Brookhaven liegen auf Long Island an der Great South Bay.

## Physikalische Parameter
In den Flussmündungen kommt fast reines Süßwasser vor, in der Vermischungsgebieten herrscht Brackwasser mit Salzgehalten zwischen 21 und 30 Promille vor. In den Kanälen zum offenen Ozean werden, hervorgerufen durch die starken Gezeitenströme die höchsten Salzgehalte gemessen. Die Bucht hat einen maximalen Tidenhub von etwa 1,3 Meter. Die Wassertemperatur kann im Sommer bis zu 29 °C erreichen, im Winter kann das Wasser Temperaturen um 0 °C, in strengen Wintern auch bis −1 °C haben. Der Gefrierpunkt des Brackwassers mit etwa 27 Promille Salzgehalt liegt bei 1,5 °C. Durch die geringe Tiefe, kann Wind das Wasser bis zum Boden durchmischen, auch im Sommer gibt es keine ausgeprägte Temperaturschichtung in der Bucht. Die mittlere Austauschzeit des Wassers in der Bucht beträgt zwischen 50 und 96 Tagen, die relativ hohe Nährstofffracht kann zeitweise zu Planktonblüten im Sommer führen.

## Entstehung
Das Gebiet ist eiszeitlich vom Abfluss des Gletscherwassers geprägt. Das Sediment in der Great South Bay besteht aus Sand und Geröll, das von dem abfließenden Gletscherwasser hertransportiert und abgelagert wurde. Diese Schichten sind überlagert von marinen sandigen Sedimenten und schlickigen Sedimenten die durch die Flüsse in die Bucht getragen werden. Durch Strömungen, Wellen und Wind ist das System der vorgelagerten Inseln, die vorwiegend aus Sand bestehen ständiger Veränderung unterworfen. Der Fire Island Inlet hat in den Jahren zwischen 1825 und 1958 seine Lage um etwa sieben Kilometer verändert und zahlreiche Kanäle zwischen dem Ozean und der Bucht sind in den Jahren entstanden und wieder verschwunden.

## Galerie

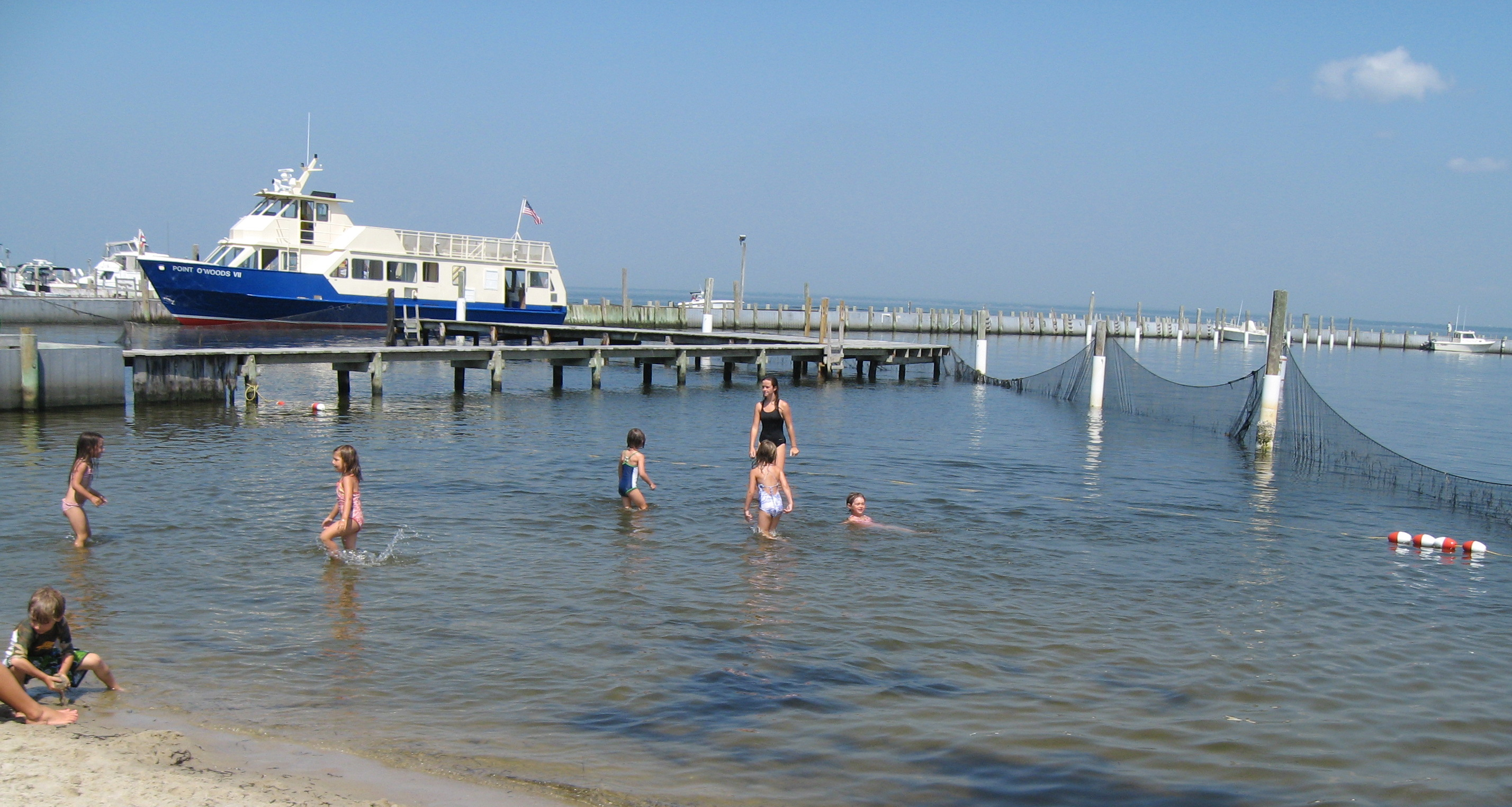
Badestrand und Bootsanleger auf der Buchtseite von Fire Island
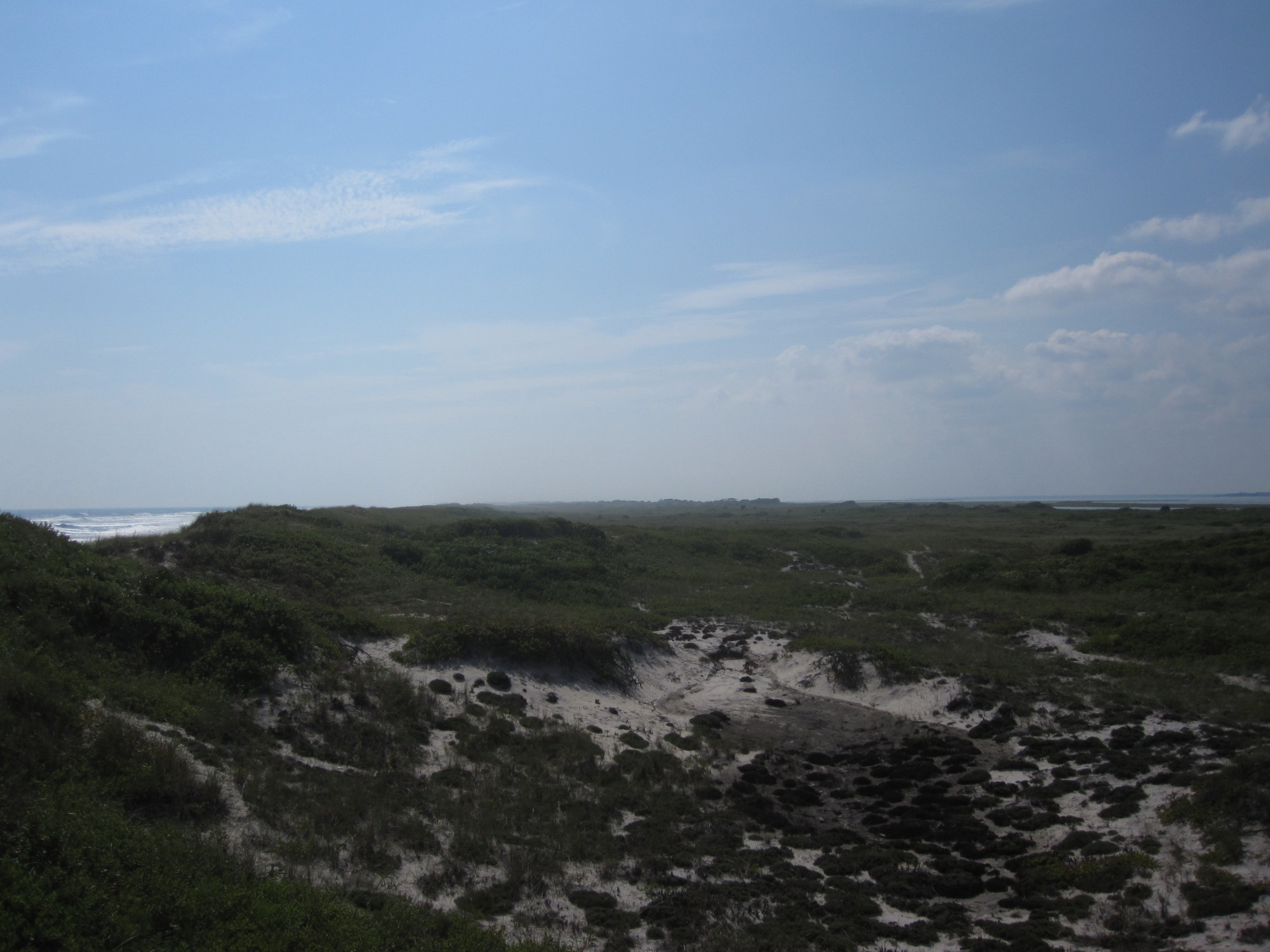
Blick über Fire Island, Ozean links, Great South Bay rechts
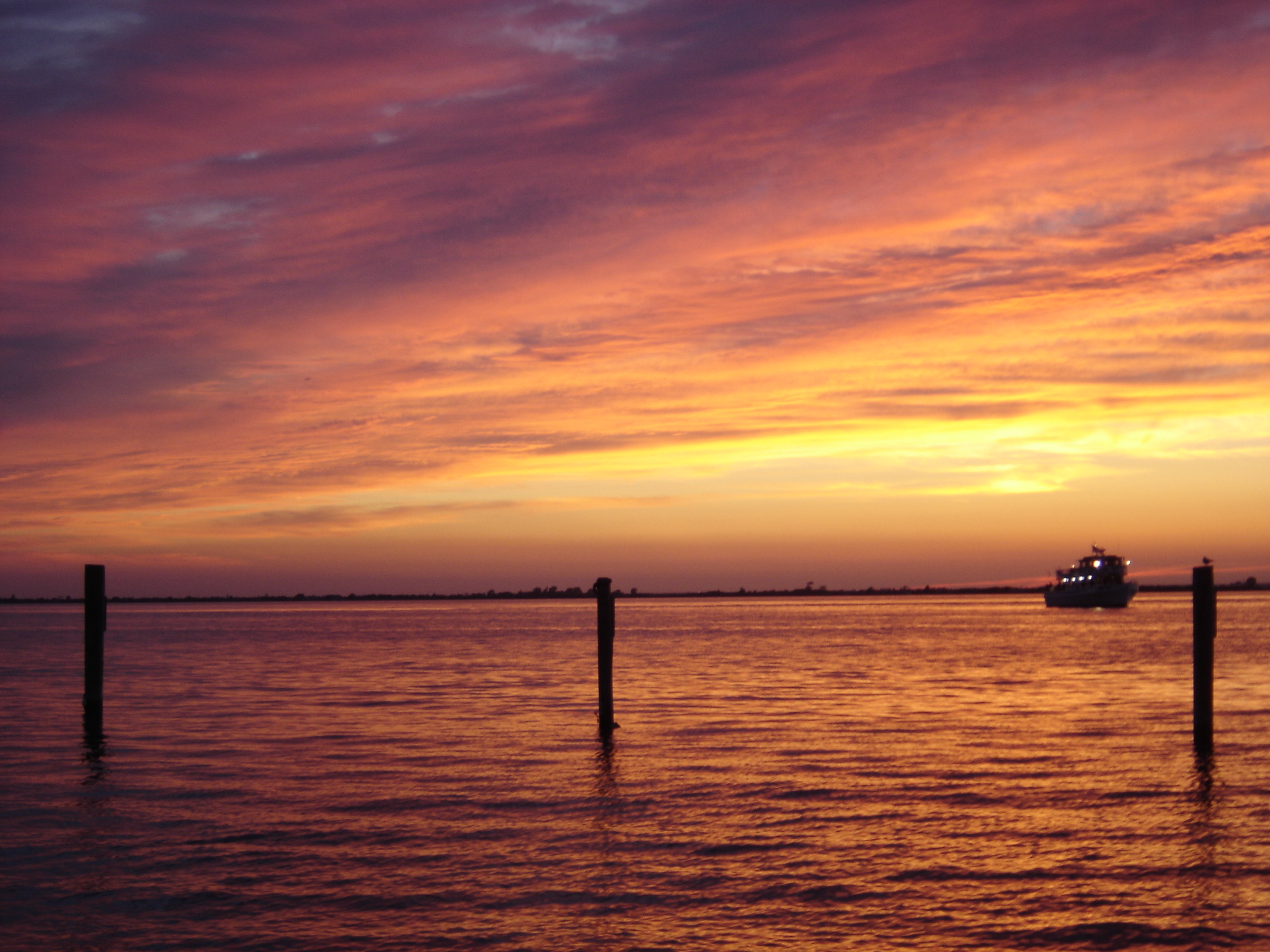
Sonnenuntergang über der Great South Bay